# Cray XD1
Il Cray XD1 era un supercomputer di fascia bassa prodotto da Cray Inc. e basato su processori a 64 bit AMD Opteron utilizzanti una Direct Connect Architecture tramite HyperTransport per rimuovere i colli di bottiglia dovuti allo standard PCI e all'accesso alla memoria primaria. La latenza di un MPI era un ¼ dell'Infiniband, e 1/30 di una Gigabit Ethernet.
L'XD1 venne sviluppato originariamente dalla OctigaBay Systems Corp. a Vancouver in Canada come il sistema OctigaBay 12K. La compagnia venne acquisita dalla Cray Inc. nel febbraio 2004.
Presentato il 4 ottobre 2004 il Cray XD1 includeva una FPGA Xilinx Virtex-II per accelerare le applicazioni. Uno chassis poteva contenere 12 processori e 12 chassis potevano venir ospitati in un rack. Un sistema XD1 poteva accogliere più rack per espandere le prestazioni del sistema. Il sistema operativo dell'XD1 era una versione personalizzata di Linux e un gestore/bilanciatore di carico basato sul Sun Microsystems Grid Engine.